# Seznam norveških dirkačev
Seznam norveških dirkačev.

## B
- Eugen Bjørnstad

## G
- Ailo Gaup

## S
- Laila Schou Nilsen
- Henning Solberg
- Petter Solberg
- Stian Sørlie

## U
- Pål Anders Ullevålseter